# Епимелиада
Епимелиадите са дъщери на Посейдон и на Медуза. Богини-пазителки на храстите и на животните. Те са първите и най-стари нимфи, отначало отличаващи се с голяма мощ (дотолкова, че в един момент се оказват по-силни от Посейдон и го побеждават, когато се опитва да ги убие), която с остаряването си губят. За да отмъстят за обезглавяването на майка си от Персей, те се впускат наказват наред всички хора. Затова са пратени в Тартар, но Зевс подпомага бягството им оттам и те се освобождават.